# Forcalqueiret
Forcalqueiret là một xã thuộc tỉnh Var trong vùng Provence-Alpes-Côte d’Azur, Pháp. Xã này có diện tích 10,33 km², dân số năm 2006 là 2039 người. Xã này nằm ở khu vực có độ cao trung bình 296 mét trên mực nước biển.

## Biến động dân số
| Năm | 1962 | 1968 | 1975 | 1982 | 1990 | 1999 | 2006 |
| --- | ---- | ---- | ---- | ---- | ---- | ---- | ---- |
| Dân số | 163  | 215  | 315  | 744  | 1313 | 1665 | 2039 |
| From the year 1962 on: No double counting—residents of multiple communes (e.g. students and military personnel) are counted only once. |      |      |      |      |      |      |      |